# Trạm vũ trụ Hòa Bình
Trạm vũ trụ Hòa Bình, hay Trạm vũ trụ Mir (tiếng Nga: Мир - Mir - có nghĩa là "hòa bình"), là một trạm nghiên cứu được phóng lên vũ trụ vào ngày 19 tháng 2 năm 1986, tập trung vào các thí nghiệm khoa học phục vụ mục đích hòa bình và sự phát triển của con người. Mir chấm dứt hoạt động ngày 23 tháng 3 năm 2001 và bị phá vỡ khi tiếp xúc với khí quyển Trái đất.

## Các mô-đun của trạm
Hòa Bình là trạm vũ trụ đa mô-đun đầu tiên trên thế giới. Trạm được xây dựng từ các mô-đun khác nhau từ nhiều lần phóng tên lửa.
| Tên mô-đun                                                                  | Ngày phóng           | Phương tiện phóng     | Miêu tả | Ảnh cấu tạo mô-đun | Ảnh mô-đun |
| --------------------------------------------------------------------------- | -------------------- | --------------------- | --- | ------------------ | ---------- |
| Mô-đun Lõi của Mir (DOS-7)                                                  | 19 tháng 2 năm 1986  | Proton-K              | Là trung tâm điều khiển và nơi sống của các phi hành gia. Mô-đun được xây dưng dựa trên nền tảng của các trạm vũ trụ Salyut trước nó, nhưng có đặc điểm khác là có 5 cổng nối (node) phía trước của mô-đun, nơi các mô-đun sau này và các tàu vũ trụ Soyuz (Союз - Liên Hợp) và tàu vận tải Progress (Прогресс - Tiến Bộ) cập bến. Vì mọi hoạt động của trạm Mir không còn tập trung vào một mô-đun duy nhất nữa nên Mô-đun Lõi rất rộng rãi và cho phép mô-đun đặt 2 buồng ngủ và nhiều máy tính hơn các trạm Salyut trước. Mô-đun lõi còn có thêm một cổng nối ở phía sau, sau này mô-đun Kvant-1 kết nối ở cổng này. |                    |            |
| Kvant-1 (Квант - Quantum - Lượng tử)                                        | 31 tháng 3 năm 1987  | Proton-K              | Là mô-đun phục vụ nghiên cứu về vật lý và thiên văn học. Các thiết bị khoa học gồm kính viễn vọng tia X, kính viễn vọng tia cực tím, 1 máy ảnh góc rộng, các thí nghiệm tia X năng lượng cao và hệ thống dò tia X/gamma. Mô-đun đồng thời mang theo thiết bị điện di Svetlana, sáu con quay hồi chuyển để điều chỉnh tư thế của trạm, hệ thống tạo khí oxy Elektron và hệ thống lọc khí CO2 Vika. Mô-đun cũng có một cổng nối phía sau để các tàu vũ trụ Soyuz và Progress cập bến. |                    |            |
| Kvant-2 (Квант-2)                                                           | 26 tháng 11 năm 1989 | Proton-K              | Được chia làm 3 khoang: khoang khóa khí (airlock) để các phi hành gia chuẩn bị đi bộ ngoài không gian, khoang hàng hóa và khoang thí nghiệm. Mô-đun mang theo một thiết bị hỗ trợ đi bộ ngoài không gian có tên là Ikar, hệ thống tái chế nước từ nước tiểu, một vòi tắm, hệ thống chứa nước Rodnik và sáu con quay hồi chuyển để sáp nhập vào hệ thống con quay có sẵn của mô-đun Kvant-1. Các dụng cụ khoa học gồm: một máy ảnh độ phân giải cao, phổ quang kế, cảm biến tia X, thí nghiệm dòng chảy chất lưu Volna-2 và hệ thống Inkubator-2 dùng để ấp ủ và nuôi lớn chim cút. |                    |            |
| Kristall (Кристалл - Crystal - Tinh thể)                                    | 31 tháng 5 năm 1990  | Proton-K              | Là nơi nghiên cứu chế biến và xử lý vật liệu với các lò chế biến, quan sát thiên văn và nghiên cứu công nghệ sinh học với thiết bị điện di Aniur. Mô-đun này đồng thời có thêm 2 cổng nối đặc biệt (cổng APAS-89, hoàn toàn khác so với các cổng nối còn lại trên trạm) nơi dự kiến tàu con thoi Buran (Буран - Snowstorm - Bão tuyết) của Liên Xô cập bến, nhưng sau này chương trình Buran bị hủy bỏ và các Tàu con thoi của Mỹ cập bến thay nó trong chương trình hợp tác vũ trụ Nga-Mỹ: Tàu con thoi-Mir (Shuttle-Mir). Đây là mô-đun trạm vũ trụ cuối cùng do Liên Xô phóng trước khi sụp đổ vào năm 1991. |                    |            |
| Spektr (Спектр - Spectrum - Phổ quang)                                      | 20 tháng 5 năm 1995  | Proton-K              | Là mô-đun đầu tiên do Nga phóng, và cũng là mô-đun đầu tiên trong ba mô-đun phóng lên trong chương trình Shuttle-Mir. Nó gồm bốn tấm pin năng lượng mặt trời xếp theo hình cánh bướm, là nơi sản xuất khoảng hơn một nửa điện năng của trạm Mir. Nó cũng là nơi sống của các phi hành gia Mỹ lên làm việc tại trạm và chứa các thí nghiệm khoa học của NASA. Mô-đun đồng thời là nơi quan sát môi trường Trái Đất với các thiết bị thí nghiệm mặt đất và khí quyển, và có khoang khóa khí nhỏ để đưa các thí nghiệm khoa học ra ngoài khoảng không vũ trụ. Một sự cố đã xảy ra khi tàu vận tải Progress kết nối không chuẩn xác với Mir vào năm 1997, đâm thẳng vào mô-đun và khiến nó bị tụt áp suất, không thể sử dụng được. |                    |            |
| Mô-đun cập bến (Стыковочный Отсек - Stykovochnyy Otsek/SO - Docking Module) | 15 tháng 11 năm 1995 | Tàu con thoi Atlantis | Là mô-đun dùng để các tàu con thoi của Mỹ kết nối với trạm dễ dàng hơn. Nếu trước kia phải đổi vị trí mô-đun Kristall để tàu con thoi có thể cập bến vì vướng phải tấm pin năng lượng mặt trời của Mô-đun Lõi, thì với mô-đun này được gắn vào cổng nối đặc biệt của Kristall thì tàu con thoi có thể kết nối an toàn với Trạm Mir mà không cần thay đổi cấu hình của trạm. Đây là mô-đun duy nhất được phóng bởi tàu con thoi - các mô-đun còn lại do tên lửa Proton-K của Liên Xô (sau này Nga) phóng lên. Đây đồng thời là mô-đun thứ 2 trong 3 mô-đun trong chương trình Shuttle-Mir. |                    |            |
| Priroda (Природа - Nature - Thiên Nhiên)                                    | 26 tháng 4 năm 1996  | Proton-K              | Là mô-đun viễn thám tài nguyên Trái Đất. Các thí nghiệm trên mô-đun được cung cấp bởi 12 nước, bao hàm các vùng phổ quang như vi sóng, hồng ngoại,...Mô-đun có một rađa khẩu độ tổng hợp lớn gắn ở bên ngoài mô-đun. Đây là mô-đun cuối cùng trong chương trình Shuttle-Mir. |                    |            |

*Mô-đun Kvant-2, Spektr, Kristall và Priroda là những mô-đun dựa trên Khối hàng hóa chức năng (ФГБ - FGB - Functional Cargo Block) của tàu vũ trụ thử nghiệm TKS

## Những kỉ lục
Mir đã hoạt động suốt 15 năm bay vòng quanh Trái Đất với 23.000 thí nghiệm khoa học, đây là kỉ lục độc nhất của ngành hàng không vũ trụ thế kỉ 20. Trạm đã đón nhận 104 lượt phi hành gia từ nhiều quốc gia khác nhau, đa phần là phi hành gia Nga và Mỹ và một số phi hành gia từ các nước khác như Pháp, Đức, Anh, Áo, Nhật,... đến làm nhiệm vụ nghiên cứu khoa học. Đợt lưu trú dài nhất trên Mir, và cũng là kỉ lục chuyến bay vũ trụ dài nhất của một con người là của phi hành gia Nga Valeri Vladimirovich Polyakov (437 ngày).
Mir cũng không thể tránh khỏi một số tai nạn khi thực hiện sứ mệnh: hỏa hoạn (2/1997), mất điện và tụt áp suất do tàu vận tải Tiến bộ̣ va chạm vào trạm (6/1997), mất liên lạc với mặt đất suốt hai tháng (2000).
|  |  |  |  |

## Trở về Trái Đất

Đường bay về khí quyển của Hòa Bình và tàu Tiến bộ M1-5

Đầu năm 2001, Nga quyết định đưa trạm Hòa Bình trở về Trái Đất vì nó đã tồn tại quá lâu, phục vụ nhân loại gấp ba lần thời hạn thiết kế ban đầu là 5 năm, và dọn đường cho Trạm vũ trụ Quốc tế vì Nga không có đủ kinh phí vận hành cả hai trạm vũ trụ cùng một lúc.
Vào ngày 24 tháng 1 năm 2001, tàu vận tải Tiến bộ M1-5 đã phóng lên và kết nối với trạm Hòa Bình ba ngày sau đó. Khoảng 2 tháng sau, vào ngày 23 tháng 3 năm 2001, sau nhiều thao tác điều chỉnh độ cao, tàu Tiến bộ đã thực hiện ba lần đốt động cơ - với lần đốt động cơ cuối cùng là đốt tới khi hết nhiên liệu vào lúc 05:27:36 GMT - từ từ đưa trạm về Trái Đất. Tín hiệu cuối cùng từ trạm Hòa Bình được nhận lúc 5:31 GMT cùng ngày. Hòa Bình cùng với tàu Tiến bộ sau đó cháy và tan vỡ trong khí quyển, những mảnh vỡ sót lại đã rơi xuống bề mặt Thái Bình Dương lúc 06:00 GMT.
Trước khi về Trái Đất, người ta cũng khá lo ngại về trường hợp Mir có thể gây ra những thảm họa khi nó rơi xuống các khu dân cư hay thành phố lớn. Nhưng điều này không xảy ra, trạm vũ trụ đã được cố ý phá vỡ khi thâm nhập khí quyển và các phần vỡ đã chọn một diện tích 1500 km² trên vùng biển Nam Thái Bình Dương để làm phần mộ của mình.